# Sitges Festival Internacional de Cinema Fantàstic de Catalunya

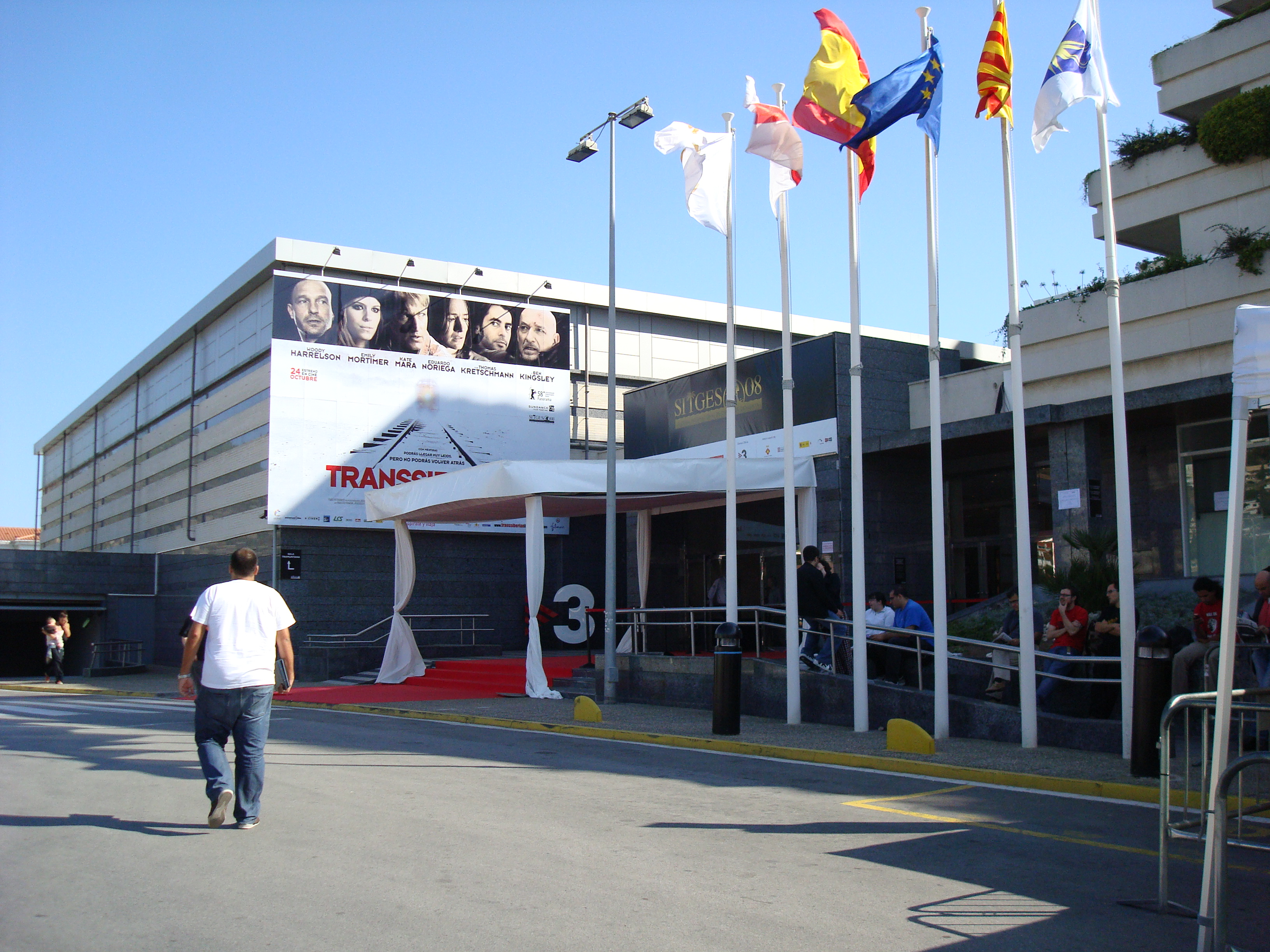
Festivalgebäude in Sitges (2008)

Das Sitges Festival Internacional de Cinema Fantàstic de Catalunya (katalanisch für „Internationales Festival Kataloniens des fantastischen Films“), kurz auch Sitges Film Festival, gilt als weltweit bedeutendes internationales Filmfestival des fantastischen Films, das sich ausschließlich diesem Filmgenre widmet.
Das Festival findet alljährlich in der ersten Oktoberhälfte in dem katalanischen Küstenort Sitges, 36 km von Barcelona entfernt, statt. Es wurde 1967 unter dem Namen Setmana Internacional de Cinema Fantàstic i de Terror de Sitges (katalanisch für „Internationale Woche des fantastischen und Horrorfilms“) gegründet und hatte anfangs jeweils etwa 5000 Besucher. 1996 erfolgte eine Namensänderung in Festival Internacional de Cinema Fantàstic de Sitges. Das Festival fand die Förderung durch die Generalitat de Catalunya und der Stadt Sitges und wurde von der FIAPF als Filmfestival mit spezialisierten Wettbewerben akkreditiert. 2010 nahm es den heutigen Namen Festival Internacional de Cinema Fantàstic de Catalunya an.
Die 48. Ausgabe 2015 mit 169 Filmen verzeichnete bereits an die 180.000 Besucher, die 49. Ausgabe 2016 nennt an die 200.000 Besucher und 66.859 verkaufte Einlasskarten. Hauptvorführungsort ist das „Auditorium“ (Auditori Melià Sitges) im Melia Hotel am Port d’Aiguadolç mit 1384 Plätzen, weitere Orte sind mit den Kinosälen des „El Prado“, des „El Retiro“, der „Sala Tramuntana“ und des „Brigadoon“ hinzugekommen.
Von einer internationalen Jury werden seit dem Jahr 1971 mehrere Filmpreise vergeben, der Publikumspreis ist der Gran Premi del Públic.

## Festivalgewinner
| Jahr | Bester Film                                                                                       | Bester Regisseur                                                                    | Bester Schauspieler                                                                          | Beste Schauspielerin                                              |
| ---- | ------------------------------------------------------------------------------------------------- | ----------------------------------------------------------------------------------- | -------------------------------------------------------------------------------------------- | ----------------------------------------------------------------- |
| 1971 |                                                                                                   | Janusz Majewski (Lokis) und Michael Skaife (Necrophagus)                            | Vincent Price (Das Schreckenskabinett des Dr. Phibes)                                        | Yoon Yeo-jeong (Woman of Fire, 화녀 Hwanyeo)                      |
| 1972 | Der Leichenverbrenner, englisch: The Cremator, tschechisch: Spalovač mrtvol, 1968, von Juraj Herz | Robert Mulligan (The Other)                                                         | Rudolf Hrušínský (The Cremator)                                                              | Geraldine Chaplin (Geburten verboten)                             |
| 1973 |                                                                                                   | Juan Luis Buñuel (Rendezvous zum fröhlichen Tod, Au rendez-vous de la mort joyeuse) | Eugene Levy (Cannibal Girls – Der Film mit der Warnglocke)                                   | Andrea Martin (Cannibal Girls – Der Film mit der Warnglocke)      |
| 1974 |                                                                                                   | Robert Fuest (Die Rückkehr des Dr. Phibes, Dr. Phibes Rises Again)                  | Mark Burns (House of the Living Dead)                                                        | Cristina Galbó (No profanar el sueño de los muertos)              |
| 1975 |                                                                                                   | David Cronenberg (Parasiten-Mörder, Shivers)                                        | Paul Naschy (La Maldicion de la Bestia)                                                      | Lana Turner (Verfolgung, Persecution (1974))                      |
| 1976 |                                                                                                   | Dario Argento (Profondo Rosso)                                                      | Peter Cushing (The Ghoul)                                                                    | Brenda Vaccaro in Bluthunde (Death Weekend)                       |
| 1977 |                                                                                                   | Dan Curtis (Landhaus der toten Seelen, Burnt Offerings)                             | Burgess Meredith (Landhaus der toten Seelen)                                                 | Karen Black (Landhaus der toten Seelen)                           |
| 1978 | Long Weekend                                                                                      | Richard Franklin (Patrick)                                                          | John Hargreaves (Long Weekend)                                                               | Camille Keaton (Day of the Woman)                                 |
| 1979 |                                                                                                   | Juraj Herz (Panna a netvor)                                                         | Gerhard Olschewski (Der Mörder)                                                              | Lisa Pelikan (Jennifer)                                           |
| 1980 |                                                                                                   | Veljko Bulajić (The Man to Destroy)                                                 | Nicholas Worth (Don’t Answer the Phone)                                                      | Cyd Hayman (The Godsend)                                          |
| 1981 |                                                                                                   | Walerian Borowczyk (Docteur Jekyll et les femmes)                                   | Mircea Bogdan (Povestea dragostei)                                                           | Linda Haynes (Human Experiments)                                  |
| 1982 |                                                                                                   | Tony Williams (Next of Kin)                                                         | Richard Chamberlain (The Last Wave)                                                          | Annie McEnroe (Warlords of the 21st Century)                      |
| 1983 |                                                                                                   | Luc Besson (Le Dernier Combat)                                                      | Vincent Price, Christopher Lee, Peter Cushing und John Carradine (House of the Long Shadows) | Elizabeth Ward (Alone in the Dark)                                |
| 1984 | The Company of Wolves                                                                             | Carl Schenkel (Abwärts)                                                             | Joe Morton (The Brother from Another Planet)                                                 | Amy Madigan (Streets of Fire)                                     |
| 1985 | Re-Animator                                                                                       | Shūji Terayama (Farewell to the Ark)                                                | John Walcutt (Return)                                                                        | Lori Cardille (Zombie 20, Day of the Dead)                        |
| 1986 | Blue Velvet                                                                                       | Sergei Paradschanow und Dodo Abashidze (Leienda i Suramsion Irepiosta)              | Juanjo Puigcorbé (Més enllà de la passió)                                                    | Caroline Williams (The Texas Chainsaw Massacre Part 2)            |
| 1987 | Hol volt, hol nem volt (A Hungarian Fairy Tale)                                                   | Paul Verhoeven (RoboCop)                                                            | Michael Nouri (The Hidden)                                                                   | Jill Schoelen (The Stepfather)                                    |
| 1988 | The Navigator                                                                                     | George A. Romero (Monkey Shines)                                                    | Gregory Hlady (Otstupnik)                                                                    | Kate McNeil (Monkey Shines)                                       |
| 1989 | Heart of Midnight                                                                                 | Peter Greenaway (The Cook, the Thief, His Wife & Her Lover)                         | Michael Gambon (The Cook, the Thief, His Wife & Her Lover) und Nicolas Cage (Vampire’s Kiss) | Rosanna Arquette (Black Rainbow)                                  |
| 1990 | Henry: Portrait of a Serial Killer                                                                | Sam Raimi (Darkman) und John McNaughton (Henry: Portrait of a Serial Killer)        | Jeff Goldblum (Mister Frost)                                                                 | Lindsay Duncan (Reflecting Skin)                                  |
| 1991 | Europa                                                                                            | Jean-Pierre Jeunet, Marc Caro (Delicatessen)                                        | Dominique Pinon (Delicatessen)                                                               | Juliet Stevenson (Truly Madly Deeply)                             |
| 1992 | C’est arrivé près de chez vous                                                                    | Quentin Tarantino (Reservoir Dogs)                                                  | Benoît Poelvoorde (C’est arrivé près de chez vous)                                           | Joey Wong (A Chinese Ghost Story III)                             |
| 1993 | Orlando                                                                                           | Dave Borthwick (The Secret Adventures of Tom Thumb)                                 | Federico Luppi (Cronos)                                                                      | Jennifer Ward-Lealand (Desperate Remedies)                        |
| 1994 | 71 Fragmente einer Chronologie des Zufalls                                                        | Scott McGehee und David Siegel (Suture)                                             | Santiago Segura (Justino)                                                                    | Jane Horrocks (Deadly Advice)                                     |
| 1995 | Citizen X                                                                                         | Chris Gerolmo (Citizen X) und Michael Almereyda (Nadja)                             | Stephen Rea (Citizen X)                                                                      | Bridget Fonda (Rough Magic)                                       |
| 1996 | The Pillow Book                                                                                   | Mohsen Makhmalbaf (Gabbeh)                                                          | James Woods (Killer: A Journal of Murder)                                                    | Melinda Clarke (Le lengua asesina)                                |
| 1997 | Gattaca                                                                                           | Scott Reynolds (The Ugly)                                                           | Sam Rockwell (Lawn Dogs)                                                                     | Reese Witherspoon (Freeway)                                       |
| 1998 | Cube                                                                                              | Michael Di Jiacomo (Animals)                                                        | Jared Harris (Trance)                                                                        | Évelyne Dandry (Sitcom)                                           |
| 1999 | Ringu (The Ring)                                                                                  | Ben Hopkins (Simon Magus)                                                           | Noah Taylor (Simon Magus)                                                                    | Emma Valirasau (Los Sin Nombre)                                   |
| 2000 | Ed Gein                                                                                           | Geoffrey Wright (Cherry Falls)                                                      | Steve Railsback (Ed Gein)                                                                    | Ryōko Hirosue (Himitsu)                                           |
| 2001 | Vidocq                                                                                            | Brad Anderson (Session 9)                                                           | Eduard Fernández (Fausto 5.0)                                                                | Yūki Amami (Inugami)                                              |
| 2002 | Dracula: Pages From a Virgin’s Diary                                                              | David Cronenberg (Spider)                                                           | Jeremy Northam (Cypher)                                                                      | Angela Bettis (May)                                               |
| 2003 | Zatoichi                                                                                          | Alexandre Aja (Haute Tension)                                                       | Robert Downey Jr. (The Singing Detective)                                                    | Cécile de France (Haute Tension)                                  |
| 2004 | Oldboy                                                                                            | Johnnie To (Breaking News)                                                          | Christian Bale (The Machinist)                                                               | Mónica López (El Habitante Incierto)                              |
| 2005 | Hard Candy                                                                                        | Johnnie To (Election)                                                               | Lee Kang-sheng (El sabor de la sandía (The Wayward Cloud))                                   | Lee Yeong-ae (Sympathy for Lady Vengeance)                        |
| 2006 | Requiem                                                                                           | Martin Weisz (Grimm Love)                                                           | Thomas Kretschmann und Thomas Huber (Grimm Love)                                             | Sandra Hüller Requiem                                             |
| 2007 | The Fall                                                                                          | Jaume Balagueró und Paco Plaza ([●REC])                                             | Sam Rockwell (Joshua (El Hijo del Mal))                                                      | Manuela Velasco ([●REC])                                          |
| 2008 | Surveillance                                                                                      | Kim Jee-woon (The Good, the Bad, the Weird)                                         | Brian Cox (Red)                                                                              | Semra Turan (Fighter)                                             |
| 2009 | Moon                                                                                              | Brillante Mendoza (Kinatay)                                                         | Sam Rockwell (Moon)                                                                          | Elena Anaya (Hierro) und Kim Ok-vin (Thirst)                      |
| 2010 | Rare Exports: A Christmas Tale                                                                    | Jalmari Helander (Rare Exports: A Christmas Tale)                                   | Patrick Fabian (The Last Exorcism)                                                           | Josie Ho (Dream Home)                                             |
| 2011 | Red State                                                                                         | Julia Leigh (Sleeping Beauty)                                                       | Michael Parks (Red State)                                                                    | Brit Marling (Another Earth)                                      |
| 2012 | Holy Motors                                                                                       | Léos Carax (Holy Motors)                                                            | Vincent D’Onofrio (Chained)                                                                  | Alice Lowe (Sightseers)                                           |
| 2013 | Borgman                                                                                           | Navot Papushado und Aharon Keshales (Big Bad Wolves)                                | Andy Lau (Blind Detective)                                                                   | Juno Temple (Magic Magic)                                         |
| 2014 | I Origins                                                                                         | Jonas Govaerts (Cub)                                                                | Nathan Phillips (These Final Hours) und Kōji Yakusho (The World of Kanako)                   | Essie Davis (The Babadook) und Julianne Moore (Maps to the Stars) |
| 2015 | The Invitation                                                                                    | S. Craig Zahler (Bone Tomahawk)                                                     | Joel Edgerton (The Gift)                                                                     | Pili Groyne (Le Tout Nouveau Testament)                           |
| 2016 | Swiss Army Man                                                                                    | Yeon Sang-ho (Train to Busan)                                                       | Daniel Radcliffe (Swiss Army Man)                                                            | Sennia Nanua (The Girl with All the Gifts)                        |
| 2017 | Jupiter’s Moon                                                                                    | Coralie Fargeat (Revenge)                                                           | Rafe Spall (The Ritual)                                                                      | Marsha Timothy (Marlina the Murderer in Four Acts)                |
| 2018 | Climax                                                                                            | Panos Cosmatos (Mandy)                                                              | Hasan Ma’jun (Pig)                                                                           | Andrea Riseborough (Nancy)                                        |
| 2019 | El hoyo                                                                                           | Kleber Mendonça Filho und Juliano Dornelles (Bacurau)                               | Miles Robbins (Der Killer in mir)                                                            | Imogen Poots (Vivarium)                                           |
| 2020 | Possessor Uncut                                                                                   | Brandon Cronenberg (Possessor Uncut)                                                | Grégoire Ludig (Mandibules) David Marsais (Mandibules)                                       | Suliane Brahim (La nuée)                                          |
| 2021 | Lamb                                                                                              | Justin Kurzel (Nitram)                                                              | Caleb Landry Jones (Nitram) Franz Rogowski (Luzifer)                                         | Noomi Rapace (Lamb) Susanne Jensen (Luzifer)                      |
| 2024 | Des Teufels Bad                                                                                   | Soi Cheang (Twilight of the Warriors: Walled In)                                    | John Lithgow und Geoffrey Rush (The Rule of Jenny Penn)                                      | Kristine Froseth (Desert Road)                                    |